# Comtessa de Genlis

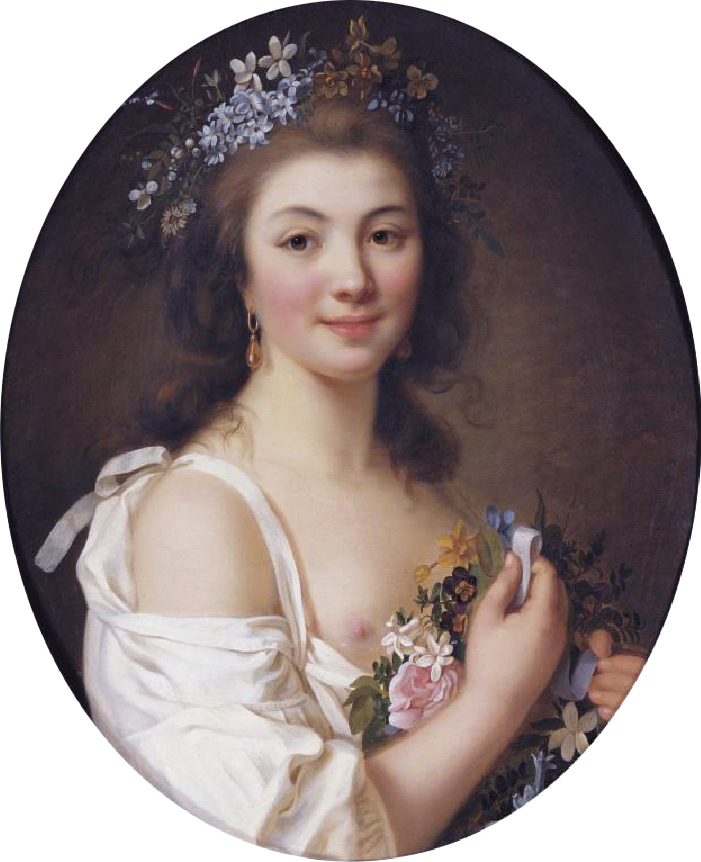
Retrat per Jacques-Antoine-Marie Lemoine

Stéphanie Félicité du Crest de Saint-Aubin (Château de Champcery a Issy-l'Évêque, 21 de gener de 1746-París, 31 de desembre de 1830) va ser una dona literata francesa, per matrimoni comtessa de Genlis, marquesa de Sillery; també és coneguda simplement com a Madame de Genlis o Félicité Genlis.

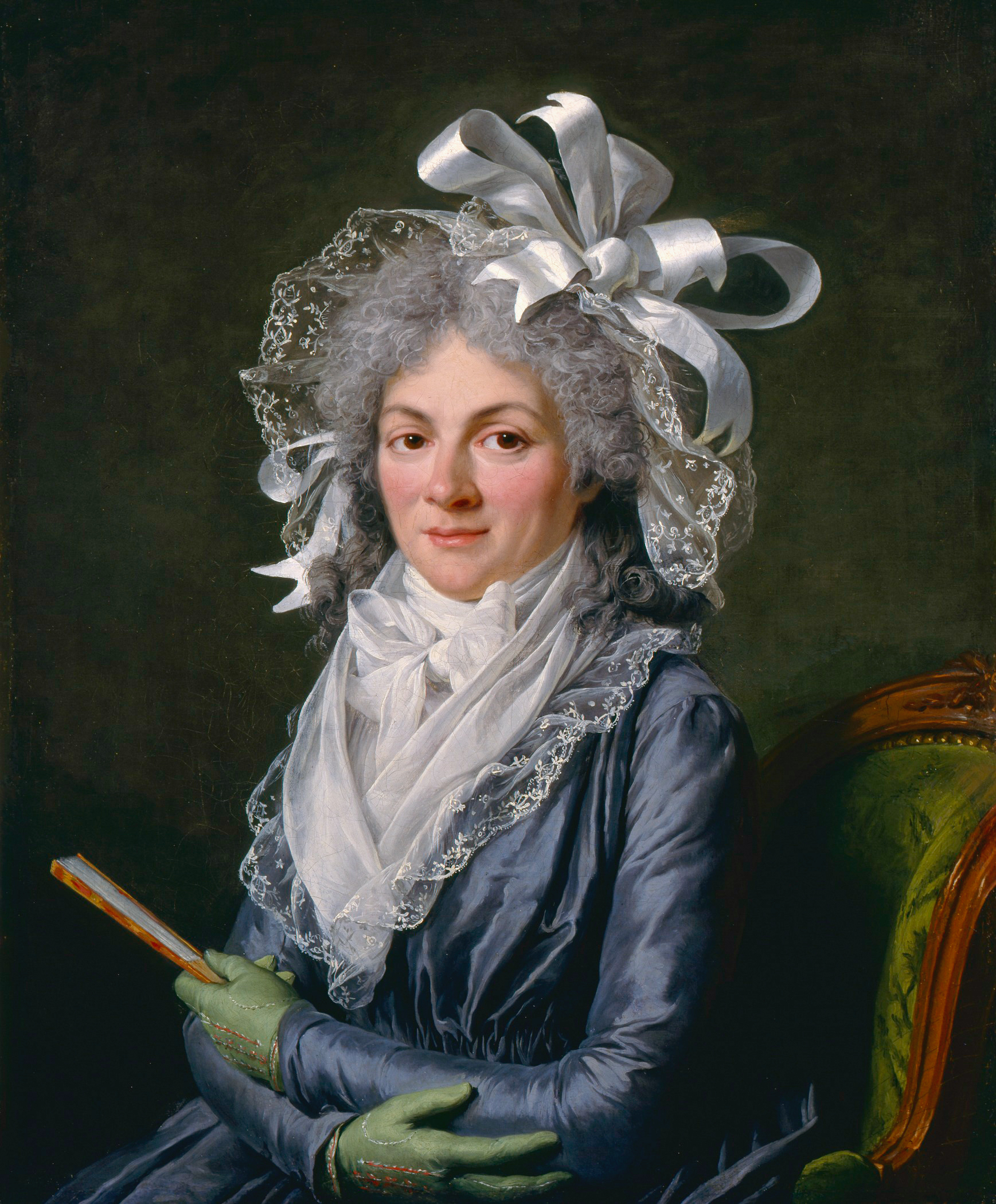
Retrat per Adélaïde Labille-Guiard (1790)

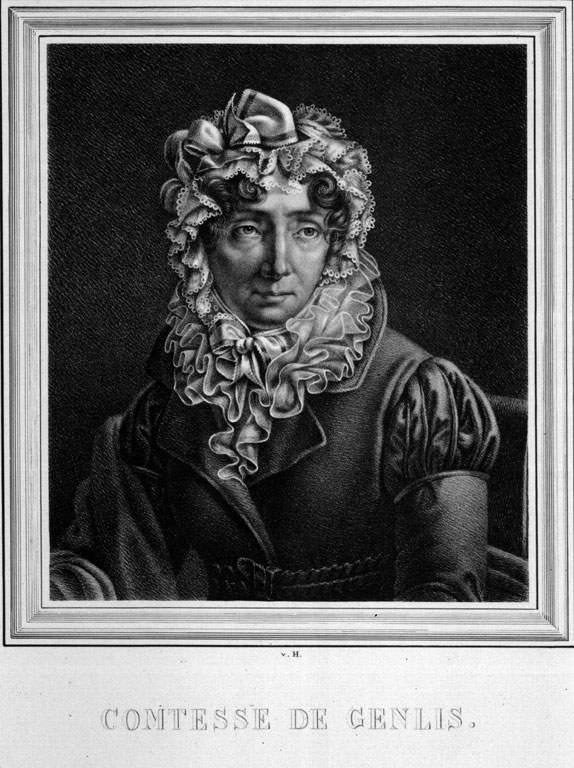
Madame de Genlis poc abans de la seva mort

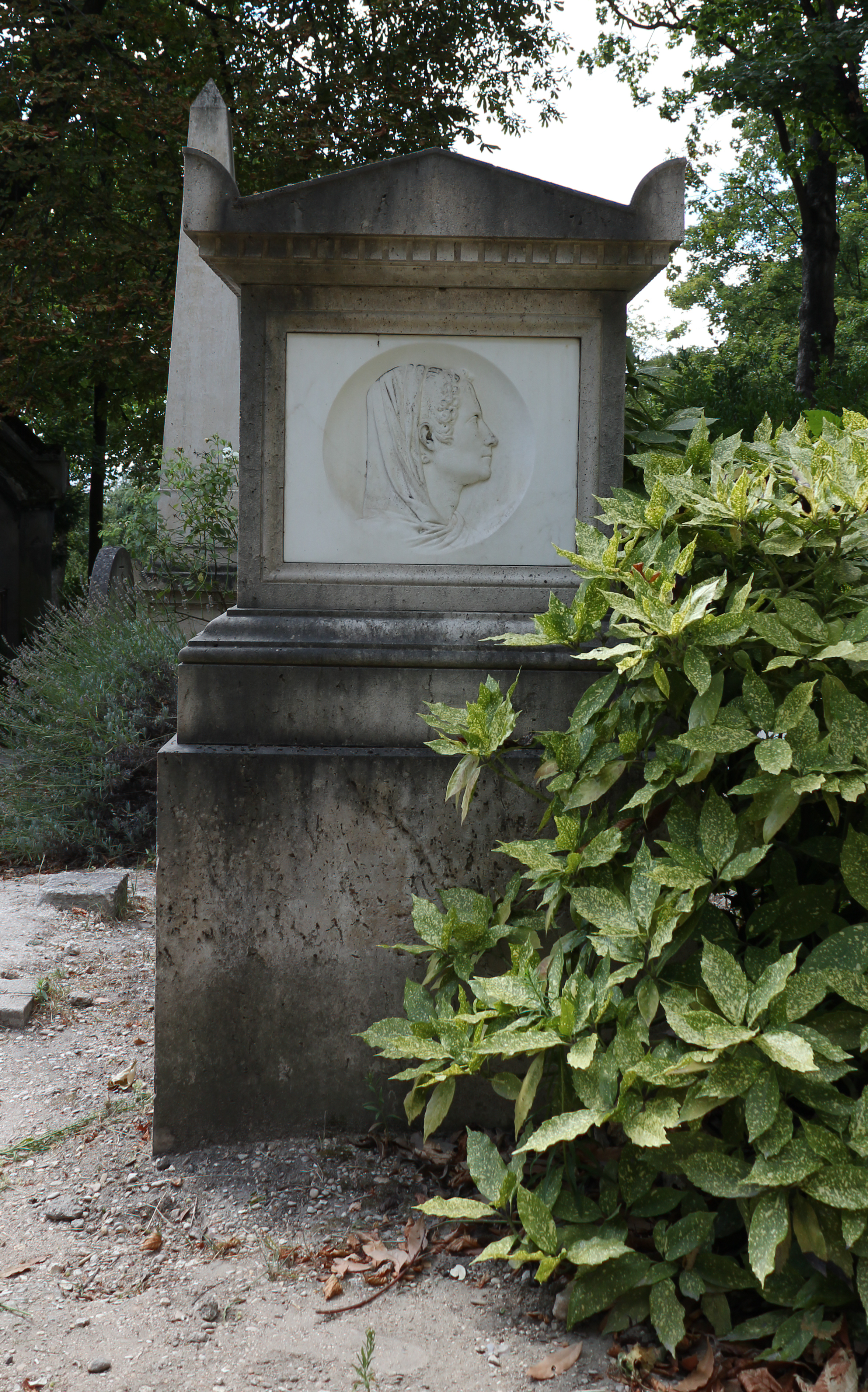
Tomba a Père-Lachaise

El seu nom sencer era Estephane Felicite du Crest. Filla d'una acomodada família, als 12 anys es traslladà a París amb la seva mare, s'allotjaren a casa d'un tia seva pertanyent a l'alta societat. Allí enlluernà la gent pel seu enginy i felices disposicions, perquè tocava quasi tots els instruments i destacava en l'arpa; cantava, ballava i representava. Als 16 anys es casà amb Charles Alex Pierre Brulat de Genlis i poc de temps després començà a escriure.
El 1770, mercès a la influència de la seva tia Madame de Montesson, amant del duc d'Orleans, fou nomenada dama de la duquessa de Chartres, que li confià l'educació de les seves dues filles bessones. En aquest càrrec desplegà extraordinaris dots pedagògics i introduí importants innovacions en els mètodes d'ensenyança. En sobrevenir la revolució l'acollí amb favor i encara aconsellà als seus deixebles que ballessin amb les dones del poble després de la presa de La Bastilla, entusiasme que disgustà a la duquessa. Madame de Montesson era l'esposa morganàtica del duc d'Orléans, pare del futur Philippe-Égalité. Félicité va conèixer Charles-Alexis Brûlart, comte de Genlis, fillol i hereu d’un antic ministre d’estat, Louis Philogène Brûlart de Sillery, marquès de Puisieulx, coronel de Granaders. Es casaren l'any 1763, però monsieur de Genlis no va interferir mai en les ambicions socials de la seva esposa. La comtessa de Genlis s'encarregà de l'educació dels infants d'Orléans i especialment de la del futur rei dels francesos que ella educà amb la idea de fer-ne un nou saint Louis.
El duc de Chartres la nomenà «governadora» dels seus fills, entre els quals el futur Lluís Felip, el rei dels francesos, a qui va dedicar tota la seva vida una veritable adoració.
Félicité de Genlis va utilitzar en la seva tasca educativa nombroses obres literàries. Va conéixer Rousseau i Voltaire, va ser amiga de Charles-Pierre Claret de Fleurieu, de Bernardin de Saint-Pierre, de Talleyrand, de Juliette Récamier, i va escriure obres com l'assaig Théâtre à l'usage des jeunes personnes, que va rebre els elogis de Marmontel, de d'Alembert i de Fréron.
De 1789 a 1791, va tenir una saló literari freqüentat pel duc d’Orléans, Talleyrand, David i joves diputats de l'Assemblée constituante de 1789 com Lameth, Barère i Barnave.
Madame de Genlis s'exilià a Anglaterra durant el Règim del Terror. El seu marit, que havia abraçat el partit dels girondins, fou una de les primeres víctimes del Terror i també Felip Igualtat va ser guillotinat, mentre que dos dels seus deixebles, el germans de Louis-Philippe, emmalaltiren a la presó i moriren el 1807 i 1808.
Napoleó la utilitzà com a espia i també li concedí una pensió de 6.000 francs, a canvi d'una correspondència regular en què tractava de moral i de literatura i, sobretot, contava al seu protector anècdotes de l'antic règim. Lluís XVIII li retirà la pensió i Genlis, quasi octogenària, va haver d'escriure incansablement per atendre les seves necessitats; produí llibres cada vegada més mediocres.
D'altra banda, com que solia fer figurar en les novel·les els seus amics i els seus enemics, pintant aquests amb colors poc afavorits, es tirà per sobre la censura de no pocs escriptors, que a la vegada influïren en d'altres que no tenien motiu de ressentiment personal envers ella. Per dir la veritat, les seves obres no mereixen ni els elogis que alguns li han dirigit, ni les crítiques de què han estat objecte per part d'altres.
Tanmateix, el més interessant de la seva producció són les Mémoires inèdits sur le XVIIIe. Siècle et la Révolution française (París, 1779-80). A títol de curiositat i per la boga que assoliren en la seva època, citarem les seves principals obres restants:

## Obres
- Théâtre de sociéte jeunes personnes  (París, 1781)
- Adèle et Théodore (1782)
- Les veillées du cháteau (1784)
- Discours sur l'éducation publique du peuple (1791)
- Leçons d'une gouvernante à ses elèves (París 1781)
- Les chavaliers du Cygne (París, 1795)
- Les mères rivales (1800)
- Mademoiselle de Clermont (1802)
- Nouvelle méthode d'einseignement pour la première enfance (1802)
- Projet d'une école rurale pour l'éducation des filles (1802)
- Annales nde la vertu (1802)
- Contes moraux (1802-03)
- Alphonsine et la tendrese maternelle (1806)
- Madame de Maintenon (1806)
- Vie penitente de madame de la Vallière (1807)
- Bélisaire (1808)
- Sinclair ou la Victime des sciences et des arts (1808)
- Alphonse ou le fils naturel (1809)
- La maison rustique (1810)
- La botanique historique et littéraire (1810)
- Arabesques mytthologiques (1810)
- De l'influence des femmes sur la littérature françoise (1811)
- Les bergères de Madian (1812)
- Mademoiselle de La Fayette (1813)
- Les Battuecas (1814)
- Zuma ou la découverte du quinquina (1817)
- Voyages poètiques d'Eugène et d'Antonine (1818)
- Dictionnaire critique et raisonné des etiquettes de la cour (1818)
- Le comte de Corke (1819)
- Les jeux champétres des enfants (1821)
- Les diners du baron d'Holbach (1822)
- Les veillées de la chaummiére (1823)
- Les athées conséquents (1824)
- Théresina ou l'Enfant de la Providence (1826)
- Le dernier voyage de Nelgis (1828)
- Les soupers de la maréchale de Luxembourg (París, 1928)